# ديفيد كينغ (طبال)
ديفيد كينغ (بالإنجليزية: David King)‏ هو طبال أمريكي، ولد في 8 يونيو 1970.

## وصلات خارجية
- دايفيد كينغ على موقع ميوزك برينز (الإنجليزية)
- دايفيد كينغ على موقع ديسكوغز (الإنجليزية)